# Curtis Davies
Curtis Eugene Davies (Londres, Inglaterra 15 de marzo de 1985) es un exfutbolista inglés que jugaba como defensa.

## Trayectoria

### Luton Town
Davies firmó su primer contrato profesional con el Luton Town, club en el que jugó 56 partidos y marcó dos goles.

### West Bromwich Albion
El West Bromwich Albion se interesó por él, y el 31 de agosto de 2005 lo fichó por 3 millones de libras. En la temporada 2006-2007, fue nombrado capitán, siendo el capitán más joven en la historia de su club.

### Aston Villa
A partir del 31 de agosto de 2007, Davies jugó cedido en el Aston Villa. Debutó el 27 de septiembre de 2007 en la derrota contra el Leicester City en la Copa de la Liga. Finalmente, el Aston Villa compró al jugador el 3 de julio de 2008 por un precio entre 8 y 10 millones de libras.

## Selección nacional
Fue internacional con la selección de fútbol sub-21 de Inglaterra y en octubre de 2023, con 38 años, hizo su debut con la selección absoluta de Sierra Leona en un amistoso ante Somalia.

## Clubes
| Club                       | País       | Año       |
| -------------------------- | ---------- | --------- |
| Luton Town F. C.           | Inglaterra | 2003-2005 |
| West Bromwich Albion F. C. | Inglaterra | 2005-2007 |
| Aston Villa F. C.          | Inglaterra | 2007-2010 |
| Leicester City F. C.       | Inglaterra | 2010-2011 |
| Birmingham City F. C.      | Inglaterra | 2011-2013 |
| Hull City A. F. C.         | Inglaterra | 2013-2017 |
| Derby County F. C.         | Inglaterra | 2017-2023 |
| Cheltenham Town F. C.      | Inglaterra | 2023-2024 |